# Geoffrey Scott
Geoffrey Scott (11 juin 1884 – 14 août 1929) est un universitaire et poète anglais, connu comme historien de l'architecture. Sa biographie d'Isabelle de Charrière intitulée Le Portrait de Zélide remporte le Prix James Tait Black en 1925.

## Biographie
Né à Hampstead, Scott fait ses études à la Highgate School, puis à Rugby School et au New College d'Oxford, où il remporte le prix Newdigate en 1906. Alors qu'il est encore étudiant, il se lie d'amitié avec Mary Berenson, ce qui conduit à son admission dans le « cercle » de Florence de Bernard Berenson. De 1907 à 1909, il est employé par Berenson ; il travaille à la conception du jardin de la Villa I Tatti, la villa Berenson, avec Cecil Ross Pinsent. Cela conduit à travailler sur d'autres jardins. Cela lui apporte également l'amitié de John Maynard Keynes, qui l'y rencontre.
En 1914, la publication de L'Architecture de l'Humanisme fait sa réputation. En 1916, il épouse Sybil Cutting (1879-1943), dont le premier mari, William Bayard Cutting Jr., est mort en 1910. Sybil est la plus jeune fille du pair et avocat irlandais Hamilton Cuffe, 5e comte de Desart, qui est le dernier Lord-lieutenant de Kilkenny, et de son épouse, Margaret Joan Lascelles, fille de Henry Lascelles, 4e comte de Harewood. Elle arrive à Florence lorsque son premier mari, atteint de tuberculose en phase terminale, a écrit qu'il souhaitait que leur petite fille, Iris, grandisse en Italie, "libre de tout ce sentiment national qui rend les gens si malheureux". Amenez-la dans un endroit où elle n'a pas sa place. ». Sybil et sa fille s'installent à Florence, en Italie ; en achetant la Villa Medicea di Fiesole, l'une des villas les plus spectaculaires de la ville. Là, elle noue une étroite amitié avec Bernard Berenson à I Tatti, à proximité, et avec Cecilia Pearse.
Les Scott divorcent en 1926 et elle se remarie avec Percy Lubbock la même année. 
Au moment de sa mort, d'une pneumonie à New York, Geoffrey Scott est éditeur des papiers de James Boswell.
Il est l'un des amis proches d'Edith Wharton.

## Travaux
- The Architecture of Humanism: A Study in the History of Taste (1914)
- A Box of Paints (1923) poems
- The Portrait of Zélide (1925) biographie d'Isabelle de Charrière
- Poems (1931)